# Gundam Build Fighters Try
Gundam Build Fighters Try (ガンダムビルドファイターズトライ, Gandamu Birudo Faitāzu Torai) est une série télévisée d'animation japonaise du genre mecha appartenant à la franchise Gundam et faisant suite à Gundam Build Fighters. Elle est réalisée par le studio Sunrise avec une réalisation de Shinya Watada, un scénario de Yōsuke Kuroda et des compositions de Yuki Hayashi et Asami Tachibana. Elle est diffusée entre octobre 2014 et avril 2015 sur TV Tokyo au Japon.

## Synopsis
Dans Gundam Build Fighters Try, sept années se sont écoulées depuis que Sei Iori a remporté le 7e tournoi mondial du Gunpla Battle Championship. Le Gunpla Battle Championship est désormais géré par Yajima Trading. Avec de nouvelles règles et de nouveaux modes de combat, la popularité du jeu s'est encore accrue.
Cependant, l'académie Seiho que Sei Iori a fréquentée par le passé n'a pas réussi à suivre la tendance. Le seul membre du Gunpla Battle Club de l'école est sa présidente, la collégienne Fumina Hoshino. Pour l'instant, le club ne peut pas participer au prochain championnat japonais des moins de 19 ans de Gunpla Battle, où les joueurs se battent par équipes de trois.
C'est alors que Fumina rencontre un nouvel élève transféré. Il s'agit de Sekai Kamiki, un jeune artiste martial qui a voyagé avec son maître. Avec un jeune constructeur de Gunpla nommé Yuuma Kousaka, ils ont enfin trois membres pour leur équipe.
Sekai Kamiki, Yuuma Kousaka et Fumina Hoshino : l'équipe "TRY FIGHTERS" est sur le point de relever son défi !

## Personnages
Sekai Kamiki (カミキ・セカイ, Kamiki Sekai)
Yûma Kousaka (コウサカ・ユウマ, Kōsaka Yūma)
Fumina Hoshino (ホシノ・フミナ, Hoshino Fumina)
Ramba Ral (ランバ・ラル, Ranba Raru)

## Musique
Génériques de début
"Cerulean" (セルリアン, Serurian) par Back-On (épisodes 1 à 13)
"Just Fly Away" par Edge of Life (épisodes 14 à 25)
Génériques de fin
"Amazing the World" (アメイジング ザ ワールド, Ameijingu za Wārudo) par Screen Mode. (épisodes 1 à 13)
"Mayomayo Compass wa Iranai" (迷々コンパスはいらない) par StylipS (épisodes 14 à 25)

## Production
La production de Gundam Build Fighters Try est annoncée en mai 2014 sur le site officiel de la série Gundam Build Fighters. La série est produite au sein du studio Sunrise avec une réalisation de Shinya Watada, un scénario de Yōsuke Kuroda et des compositions de Yuki Hayashi et Asami Tachibana. La série est diffusée initialement sur TV Tokyo du 8 octobre 2014 au 1er avril 2015.